# 東金桜まつり
東金桜まつり（とうがねさくらまつり）は千葉県・東金市の八鶴湖周辺で、毎年3月下旬から4月上旬の約2週間にわたり開催される催事。八鶴湖周辺と、これに近接する高台にある山王台公園の桜がライトアップされる。花火大会や茶会などのイベントが行われ、多くの花見客でにぎわう。期間中、周辺の道路は一方通行や進入禁止などの車両交通規制が行われる。